# Boys Republic (группа)
Boys Republic (кор.: 소년공화국; RR: Сонёнгонхвагук) — южнокорейская K-поп-группа, состоящая из пяти участников: ВонДжун, СонУ, СонДжун, МинСу, СуУн. Они являются первой мужской-идол группой Universal Music (также управляемой Happy Tribe Entertainment). Boys Republic дебютировали 5 июня 2013 года с синглом «Party Rock». Официальное название их фан-клуба — «Royal Family».

## История

### Предебют
До дебюта в середине 2013 года, Boys Republic получили два года обучения в Universal Music и Jung Hae IK из Happy Tribe Entertainment, которые помогли спродюсировать айдолов первого поколения, таких как god, HOT и SES. Мальчиков обучали пению, танцам, актерскому мастерству, языкам и культуре других стран. В целях дальнейшего закрепления глобальной значимости главный консультант, продюсер и композитор группы Кён Тэ Пак сотрудничал с норвежской компанией по написанию песен Dsign Music, которая написала песни для TVXQ, Girls 'Generation и EXO.
До двух лет обучения в Universal Music некоторые из участников прошли обучение под другими звукозаписывающими лейблами и агентствами. Суну (вокалист), ранее известный как Дабин, был бывшим участником южнокорейской мужской группы Touch, которой управляет YYJ Entertainment, а также прошёл обучение в Cube Entertainment. 10 июля 2014 года в своем личном Твиттере (SNS) он сообщил, что он изменил свое имя с Чо Дабина (кор.: 최다빈) на Чо Сун У (кор.: 최선우). Сунджу (рэппер и танецор) был стажером JYP Entertainment, а Сувон (вокалист) был ранее под Big Hit Entertainment.
В марте 2013 года, за три месяца до официального дебюта, Boys Republic были выбран в качестве PR для Jeju Air 2013, первое одобрение группы со своей песней Jeju Air, «Orange Sky».

### 2013: Дебютный сингл «Party Rock» и мини-альбомIdentify
Boys Republic дебютировали с первым синглом «Party Rock». После её выпуска песня достигла вершины, первого места, на одиночных чартах iTunes в Индонезии, Филиппинах, Сингапуре и Таиланде. 2 июня группа выступила на своем первом этапе перед почти 20 000 местных поклонников K-POP в Японии на фестивале K-POP 2013 Live в Кумамото. В июне и июле SBS MTV транслировала восьми эпизодное реалити-шоу группы «Rookie King: Boys Republic». Они приняли свое второе одобрение и стали новым лицом Michiko London Koshino 2013.
После их успешного дебюта, группа вернулась с 1-м EP, «IDENTITY» 8 октября с письменными лирическими пожертвованиями от их лидера группы Онджун. Они провели свой первый отечественный шоукейс для возвращения в Художественном зале Илчи, Сеул. Их титульная песня EP «You Are Special» достигла пика № 1 на KKBOX Chart в Малайзии в 2013 году. За них проголосовало огромное количество фанатов за закрытие U.O.X. 2013 год, проведенный компанией Celcom в Малайзии. Boys Republic официально дебютировали в Малайзии на следующей неделе со своего шоукейса «I’m Ready» в Куала-Лумпуре. В ноябре Boys Republic вместе с южнокорейской группой VIXX стали послами для «Eye Camp Expedition», благотворительной кампании, присоединившись к другим волонтерам во Вьетнаме, чтобы помочь людям с ослабленным зрением. Их благотворительная деятельность была задокументирована четырьмя эпизодами реалити-шоу, показанными на SBS MTV. Они были названы послами в 2014 году для Корейской федерации молодежи для содействия мероприятиям в области развития молодежи, проводимым школами и учебными заведениями для молодежи.

### 2014: Fantasy trilogy и MTV World Stage в Малайзии
5 февраля 2014 года Boys Republic объявили о своем возвращении через свои официальные аккаунты в социальных сетях, представив первый тизер для «Fantasy Trilogy» с лозунгом «making the dreams and fantasies of fans come true». С тремя новыми песнями, они планировали показать 180-ти градусное преобразования для нового года. Вторая иллюстрационное представление передает концепцию с каждым членом группы, который позиционирует себя как своего любимого супер-героя: Онджун как Человек-паук, Суну как Росомаха, Сунджу как Железный человек, Минсу как Бэтмен и Сувон как Супер Марио. 16 февраля они представили первую трилогию песен под названием «Video Game» с надписью «Video Game». «Video Game» было спродюсировано Кён Тэ Паком, написанная Джин Чой и датским автором песен Mage, и включает в себя звуки Hybrid-Electronic Trap (H.E.T.), интенсивный электронный бас и игровые звуковые эффекты. Песня была официально выпущена 20 февраля вместе с танцевальной версией музыкального видео с хореографией из школы Nana School. В течение своего 300-го дня с момента дебюта Boys Republic выпустили видеоролик с сюжетной версией, наглядно изображающая членов группы, проходящих через игровые уровни в виртуальном пространстве в качестве игровых персонажей, чтобы завоевать сердца тех, кого они любят.
Спустя пять месяцев после открытия их «Fantasy Trilogy», Boys Republic объявили о своем втором возвращении в 2014 году 14 июля. Их вторая часть титульной песни для второй части «Fantasy Trilogy» — это сотрудничество с продюсерской командой Duble Sidekick. 17 июля 2014 года они выпустили первый тизерный видеоролик своего летнего трека «입고 나와 나와 (Dress up)», который буквально переводится как «Оденься красиво и выйди». Тизер включает в себя пять членов Boys Republic и комика Gag Concert, Ли Суджи. Boys Republic выпустили электронную поп-версию «Dress Up» и её музыкальный клип 25 июля. Песня рассказывает о том, что мальчикам необходимы их глаза только для того, чтобы видеть их подруг. Они не могут жить без любви своего особенного человека.
16 августа, представляя Южную Корею, Boys Republic разделили сцену с B.o.B, Юна и Thaitan перед аудиторией примерно в 15 000 для 6-го MTV World Stage Live в Малайзии. В их исполнении были представлены треки: «I’m Ready», «You Are Special», ремикс-версию «Video Game», их дебютная песня «Party Rock» и особая песня, написанная Онджуном под названием «몽유» (Somnambulance). Boys Republic также исполнили свою последнюю песню «Dress Up», пригласив победителя конкурса Girlfriend BR, чтобы присоединиться к ним на сцене в качестве своей подруги. Во время пребывания в Малайзии на Концерте мировой сцены MTV у них состоялось интервью с примерно 60 известными средствами массовой информации из Малайзии, Таиланда, Индонезии и Сингапура. Они также провели фан-митинг с более тысячью фанатами и сыграли лазерный тег со своими поклонниками, чтобы показать свою любовь и признательность.
В течение месяцев сентября и октября их график включал более десятка концертных выступлений и гостевых концертов, в том числе южнокорейский концерт Hallyu Dream и K Festival в Инчхоне. Третий и последний выпуск Boys Republic от 2014 года «Fantasy Trilogy» был объявлен их вторым мини-альбомом под названием «Real Talk» с заглавной песней «The Real One». Официальная обложка альбома «Real Talk» и её трек-лист были обнародованы в начале ноября, за ними последовали первые фото-тизеры Boys Republic в современном нарядном концепте вместе с точной датой релиза EP 12 ноября 2014 года. В 11:11 вечера 11 ноября официальный канал YouTube Boys Republic опубликовал музыкальное видео для «The Real One», раскрывающее их новейшую концепцию «Современный против классического», модного человека, превосходящего время и пространство. Классическая одежда, основанная на викторианской эпохе, передавала элегантность, в то время как чистый стиль современных костюмов отличался изысканностью. Заглавная песня написана и составлена Duble Sidekick с рэпповым лирическим вкладом Минсу. Boys Republic собрали множество сторонников знаменитостей, показанных хештегом, 가 나타났다 나타났다 (The Real One). Такими сторонниками были рожденный в Гане вещатель, Сэм и южнокорейская группа мальчиков, VIXX. Трек-лист «Real Talk» содержит их синглы 2014 года, «Video Game» и «Dress Up» вместе с их первой балладной песней «Like a Doll» и «Somnambulance» написанные Онджуном.
27 ноября, в Японии, в Tower Records Shibuya, Boys Republic провели свою первую японскую витрину перед толпой из 1000 фанатов. На их сцене были представлены «The Real One», «I’m Ready», «You Are Special», «Video Game», «Like a Doll» и «Party Rock». На следующий день Boys Republic вернулись в Южную Корею, чтобы принять Teen Artist Award на 22-й Korean Cultural Entertainment Awards.
В последнем месяце 2014 года Boys Republic воспользовались возможностью, в разгар своего возвращения, участвовать в благотворительной деятельности. Вокалист Суну опубликовал изображение своих шляп для новорожденных, призывая других присоединиться к нему в проекте «Спасите детей» — кампании, которая доставит шляпы в Уганду, Эфиопию и Пакистан. 20 декабря, группа добровольно вызвалась на службу в Кванхвамуне, Сеул, участвуя в активной благотворительной деятельности Красной Армии Спасения и предложила свободные объятия в холодную погоду. Поступления от благотворительной акции пошли на улучшение бедных районов.

### 2015: Камбэк с «Hello» и the Royal Tour в Европе
Boys Republic начали год с серией выступлений в Megaworld Lifestyle Mall на Филиппинах. До выступлений 9 января в Marco Polo Ortigas состоялась официальная пресс-конференция. 10 января они встретились со своими поклонниками в Lucky China Town в Маниле и на площади в Венеции в McKinley Hill, Taguig. 11 января Boys Republic выступили на воскресном дневном шоу ABS-CBN, как обычно, перед тем, как провести их «встречу и приветствие» в дополнение к их последнему выступлению в Иствуде, Кесон-Сити. Во время своего выступления Boys Republic удивили своих поклонников пением и танцами в «Boom Panes» Vice Ganda. Группа провела День Святого Валентина в Японии, выступая на мероприятии «Sweet Valentine’s Live». 28 марта они вернулись в Японию и выступили в Йокогаме на концерте «Pops in Seoul» вместе с U-Kiss и HOTSHOT в честь 50-летия династий Корея-Япония.
В День смеха, Boys Republic сменило название на Girls Republic по официальным каналам: YouTube, Daum Fan Cafe и другие социальные медиа. Каждый участник придумал собственное женское имя и профиль.
В начале мая Boys Republic официально объявили даты и место проведения своих концертов в восьми разных городах Европы, что стало частью их «European Royal Tour 2015». Начиная с 27 мая, они выпустили ежедневные имиджевые изображения, включая обложку и трек-лист своего 4-го сингла «Hello». Во время концерта Dream Dream 2015, который состоялся 23 мая на стадионе Кубка мира в Сеуле, Boys Republic показал фрагмент своей новой, неизданной песни «Hello». 3 июня было выпущено музыкальное видео для трека. 5 июня, в день их 2-летнего юбилея с момента дебюта, был официально выпущен альбом «Hello» вместе с альбомом, который включает в себя акустическую и инструментальную версии. Песня выражает взгляды человека, у которого отсутствовала бывшая девушка, со сдержанными эмоциями.

### 2016: Третий мини-альбомBR: Evolution, Японский тур и первый японский сингл альбом: Only Girl
29 марта Boys Republic выпустили видеоклип на песню «Get Down», заглавный трек своего третьего мини-альбома BR: Evolution. Песня изображается с мощной энергией через музыку, которая основана на мощном басовом барабане и электронных звуках, сопровождающих синтезатор 808. BR: Evolution также включала три новые песни: «Eyes on Me», «V.I.P», первая сольная песня Онджунп, «Song for you», «Get Down» и её инструментальные версии. Альбом был описан как "совершенная трансформация Boys Republic, где члены выразили свое собственное сопротивление и бунт, пытаясь преодолеть их трудности.
Музыкальное видео «Get Down» было оценено как 19+ из-за провокационных сцен с сексуальными моделями и сценой сражения, крови. Некоторая сцена в музыкальном видео — дань уважения от фильма Mad Max. 5 апреля Boys Republic выпустили чистую версию видеоклипа «Get Down» без провокационной сцены борьбы. Boys Republic способствовали «Get Down» в течение двух месяцев на различных музыкальных шоу в Корее.
14 мая Boys Republic начали свою рекламную кампанию в Японии с сольного мероприятия, Royal Memorial Ceremony Vol. 0, состоявшийся в зале Ямано, Токио, Япония. Мероприятие получило большую поддержку, пока оно не будет разделено на две части, чтобы удовлетворить просьбу болельщиков. Их 2015 сингл «Hello» был переделан на японскую версию и выпущен 13 мая в iTunes Japan и различных японских музыкальных сайтах. 8 июня был выпущен BR: Evolution (издание в Японии) и сборник Shōnen Kyōwakoku 2013—2015 Best, состоящий из их популярных композиций с 2013 по 2015 год, включая обе версии «Hello». Группа начала свой промоушен в Японии с Boys Republic Japan Tour 2016 в июле. 28 сентября они выпустили сингл «Only Girl» в Японии. В тот же день был выпущен специальный фильм с тем же названием, снятый самими мальчиками, с однодневной премьерой в Японии в ознаменование японского дебюта.
2017: Японские синглы
5 января Boys Republic продолжают свои промоакции в Японии выпуском однодорожного трека «Closer».

## Участники
| Сценическое имя | Сценическое имя | Сценическое имя | Настоящее имя | Настоящее имя | Настоящее имя | Дата рождения | Позиция в группе        |
| --------------- | --------------- | --------------- | ------------- | ------------- | ------------- | ------------- | ----------------------- |
| Романизация     | Русский         | Хангыль         | Романизация   | Русский       | Хангыль       | Дата рождения | Позиция в группе        |
| Onejunn         | Вончжун         | 원준            | Jo Wonjun     | Чжо Вончжун   | 조원준        | 22.11.1988    | лидер, главный вокалист |
| Sunwoo          | Сону            | 선우            | Choi Dabin    | Чхве Дабин    | 최다빈        | 12.03.1992    | бэк-вокалист            |
| Sungjun         | Сонджун         | 성준            | Park Sungjun  | Пак Сонджун   | 박성준        | 17.12.1992    | рэпер, танцор           |
| Minsu           | Минсу           | 민수            | Kim Minsu     | Ким Минсу     | 김민수        | 15.04.1993    | рэпер, танцор           |
| Suwoong         | Суун            | 수웅            | Lee Suwoong   | Ли Суун       | 이수웅        | 20.01.1995    | макнэ, вокалист, танцор |

## Дискография

### Альбомы

#### Мини-альбомы
| Название      | Детали альбома | Позиции в чартах | Продажи       |
| Название      | Детали альбома | KOR              | Продажи       |
| ------------- | --- | ---------------- | ------------- |
| Identity      | - Выпущен: 8 октября 2013 - Лейбл: Universal Music, Happy Tribe Entertainment - Формат: CD, digital download Трек-лист 1. I’m Ready 2. You Are Special (넌 내게 특별해) 3. What For (뭐하러) 4. L.I.U 5. Party Rock (전화해 집에) 6. Special Girl 7. Orange Sky               | 9                | - KOR: 3,719+ |
| Real Talk     | - Выпущен: 12 ноября 2014 - Лейбл: Universal Music, Happy Tribe Entertainment - Формат: CD, digital download Трек-лист 1. The Real One (진짜가 나타났다) 2. Like a Doll (인형) 3. Pump 4. Round (가운데) 5. Somnambulance (몽유) 6. Dress Up (예쁘게 입고 나와) 7. Video Game | 10               | - KOR: 2,011+ |
| BR: Evolution | - Выпущен: 30 мая 2016 - Лейбл: Universal Music, Happy Tribe Entertainment - Формат: CD, digital download Трек-лист 1. Get Down 2. EyesOn Me (지켜만 봐) 3. V.I.P 4. A Song For You (널 위했던 노래)                                                                          | 14               | - KOR: 1,672+ |

#### Сингл альбомы
| Название                      | Детали альбома | Позиции в чартах | Позиции в чартах | Продажи         |           |
| Название                      | Детали альбома | KOR              | JPN              | Продажи         |           |
| Корейский                     | Корейский | Корейский        | Корейский        | Корейский       | Корейский |
| ----------------------------- | --- | ---------------- | ---------------- | --------------- | --------- |
| Dress Up                      | - Выпущен: 25 июля 2014 - Лейбл: Universal Music, Happy Tribe Entertainment - Формат: CD, digital download Трек-лист 1. Dress Up 2. Dress Up inst.                                               | 11               | N/A              | - KOR: 1,415+   |           |
| Hello                         | - Выпущен: 5 июня 2015 - Лейбл: Universal Music, Happy Tribe Entertainment - Формат: CD, digital download Трек-лист 1. Hello 2. Hello acoustic version 3. Hello inst.                            | 10               | N/A              | - KOR: 1,544+   |           |
| Японский                      | |                  |                  |                 |           |
| Only Girl                     | - Выпущен: 28 сентября 2016 - Лейбл: Universal Music, Happy Tribe Entertainment - Формат: CD, digital download Трек-лист 1. Only Girl 2. Happy Face 3. So Fantasic                               | N/A              | 32               | - JPN: 2,164+   |           |
| Hello Sunshine                | - Выпущен: 25 января 2017 - Лейбл: Universal Music, Happy Tribe Entertainment - Формат: CD, digital download Трек-лист 1. Hello Sunshine 2. Stand Up!                                            | N/A              | 55               |                 |           |
| Daisuki Da Yo                 | - Выпущен: 25 января 2017 - Лейбл: Universal Music, Happy Tribe Entertainment - Формат: CD, digital download Трек-лист 1. Daisuki Da Yo (大好きだよ) 2. Kimi Ga Soba Ni Ite (君がそばにいて)     | N/A              | 58               |                 |           |
| Closer — Kiss Made Dorekurai? | - Выпущен: 25 января 2017 - Лейбл: Universal Music, Happy Tribe Entertainment - Формат: CD, digital download Трек-лист 1. Closer — Kiss Made Dorekurai? (キスまでどれくらい？) 2. One-Sided Love | N/A              | 35               | - JPN: 1,875+   |           |
| Nagareru Hoshi Ni Hanataba Wo | - Выпущен: 24 мая 2017 - Лейбл: Universal Music, Happy Tribe Entertainment - Формат: CD, digital download Трек-лист 1. Nagareru Hoshi Ni Hanataba Wo (流れる星に花束を) 2. Beautiful             | N/A              | Ещё не выпущено  | Ещё не выпущено |           |

#### Альбомы сотрудничеств
| Название                        | Детали альбома | Позиции в чартах |
| Название                        | Детали альбома | JPN              |
| ------------------------------- | --- | ---------------- |
| Shōnen Kyōwakoku 2013—2015 Best | - Выпущен: 8 июня 2016 - Лейбл: Universal Music, Happy Tribe Entertainment - Формат: CD, CD+DVD, digital download Трек-лист CD 1. The Real One (진짜가 나타났다) 2. Party Rock (전화해 집에) 3. Pump 4. You Are Special (넌 내게 특별해) 5. Special Girl 6. Like A Doll (인형) 7. Hello 8. Dress Up (예쁘게 입고 나와) 9. L.I.U 10. Video Game 11. Hello японская версия DVD 1. Party Rock (전화해 집에) музыкальное видео 2. Party Rock (전화해 집에) танцевальная версия 3. You Are Special (넌 내게 특별해) музыкальное видео 4. L.I.U музыкальное видео 5. Orange Sky музыкальное видео 6. Video Game музыкальное видео 7. Party Rock (전화해 집에) танцевальная версия 8. Dress Up (예쁘게 입고 나와) музыкальное видео 9. The Real One (진짜가 나타났다) музыкальное видео 10. Hello музыкальное видео 11. Story of Boys Republic | 221              |

### Синглы
| Название                                           | Год       | Позиции в чартах | Позиции в чартах | Альбом                         |           |
| Название                                           | Год       | KOR              | JPN              | Альбом                         |           |
| Корейский                                          | Корейский | Корейский        | Корейский        | Корейский                      | Корейский |
| -------------------------------------------------- | --------- | ---------------- | ---------------- | ------------------------------ | --------- |
| «Party Rock» (전화해 집에)                         | 2013      | 120              | N/A              | Identity                       |           |
| «You Are Special» (넌 내게 특별해)                 | 2013      | 167              | N/A              | Identity                       |           |
| «Video Game»                                       | 2014      | 246              | N/A              | Real Talk                      |           |
| «Dress Up» (예쁘게 입고 나와)                      | 2014      | 164              | N/A              | Real Talk                      |           |
| «The Real One» (진짜가 나타났다)                   | 2014      | 282              | N/A              | Real Talk                      |           |
| «Hello»                                            | 2015      | 213              | N/A              | Shonen Kyōwakoku2013-2015 Best |           |
| «Get Down»                                         | 2016      | —                | N/A              | BR: Evolution                  |           |
| Японский                                           |           |                  |                  |                                |           |
| «Only Girl»                                        | 2016      | N/A              | 32               | Only Girl                      |           |
| «Hello Sunshine»                                   | 2017      | N/A              | 55               | Hello Sunshine                 |           |
| «Daisuki Da Yo» (大好きだよ)                       | 2017      | N/A              | 58               | Daisuki Da Yo                  |           |
| «Closer» (キスまでどれくらい?)                     | 2017      | N/A              | 35               | Closer — Kiss Made Dorekurai?  |           |
| «Nagareru Hoshi Ni Hanataba Wo» (流れる星に花束を) | 2017      | N/A              | —                | Nagareru Hoshi Ni Hanataba Wo  |           |

### Саундтреки
| Год  | Название           | Дорама                   |
| ---- | ------------------ | ------------------------ |
| 2015 | Candle Love (촛불) | A Daughter Just Like You |

## Фильмография

### Реалити шоу
| Год  | Канал   | Название                   | Заметки    |
| ---- | ------- | -------------------------- | ---------- |
| 2013 | SBS MTV | Rookie King: Boys Republic | 8 эпизодов |
| 2013 | SBS MTV | Eye Camp Expedition        | 4 эпизода  |

### Развлекательные шоу
| Год  | Канал       | Название                          | Участник | Заметки            |
| ---- | ----------- | --------------------------------- | -------- | ------------------ |
| 2013 | MBC         | All the K-pop                     | Сунджу   | Эпизоды № 36-38.   |
| 2013 | MBC         | All the K-pop                     | Все      | Эпизод № 39.       |
| 2013 | Shanghai TV | Shanghai Talk                     | Все      | Гости              |
| 2013 | KBS World   | The Three Colors of Korea         | Все      | Гости              |
| 2013 | KBS2        | 1 vs. 100                         | Все      | Гости              |
| 2014 | Mnet        | Idol Battle — 2014 I’m A Star Too | Все      | Эпизод № 1.        |
| 2014 | Arirang TV  | After School Club                 | Все      | Эпизод № 59.       |
| 2014 | MBC Music   | MBC Idol Dance Battle D-Style     | Сунджу   | 7 эпизодов         |
| 2014 | Tooniverse  | Olala School 2                    | Все      | Эпизод № 13.       |
| 2014 | KBS World   | Let's Go! Dream Team Season 2     | Сувон    | 2 эпизодов         |
| 2014 | MBC Every1  | Rose TV                           | Все      | Эпизод № 19-21.    |
| 2014 | MBC Music   | Idol School                       | Все      | Эпизод № 6, 8 & 9. |
| 2015 | Mnet        | Yaman TV                          | Все      | Эпизод № 1.        |
| 2015 | MBC Every1  | Weekly Idol                       | Все      | Эпизод № 181       |
| 2015 | KBS World   | A Song For You 3                  | Все      | Эпизод № 22.       |
| 2016 | MBC         | King of Mask Singer               | Онджун   | Эпизод № 55.       |

### Радио шоу
| Год  | Станция       | Шоу                     | Участники |
| ---- | ------------- | ----------------------- | --------- |
| 2013 | Arirang Radio | Sound K                 | Все       |
| 2013 | Arirang Radio | Super K-Pop             | Все       |
| 2014 | Arirang Radio | Kpoppin                 | Все       |
| 2014 | MBC Radio     | Shindong’s Shimshimtapa | Все       |
| 2014 | Arirang Radio | Kpoppin                 | Все       |
| 2014 | Arirang Radio | Sound K                 | Все       |
| 2014 | Arirang Radio | Super K-Pop             | Все       |
| 2014 | MBC Radio     | Shindong’s Shimshimtapa | Все       |

## Награды и номинации
| Год  | Награда                                | Категория         |
| ---- | -------------------------------------- | ----------------- |
| 2014 | Asian Model Festival Award             | New Star Award    |
| 2014 | Annual Korean Entertainment Arts Award | Newcomer Award    |
| 2014 | Korean Cultural Entertainment Award    | Teen Artist Award |